# Zhu Wan
Zhu Wan (chinês: 朱紈; 29 de setembro de 1494 - 2 de janeiro de 1550), nome de cortesia Zichun (子純), foi um general chinês da dinastia Ming.
Ele era conhecido por sua forte postura de combate contra os piratas wokou e membros da pequena nobreza que os apoiaram secretamente, contra a dinastia Ming.